# Henk Fels
Hendrik (Henk) Fels (Rotterdam, 20 maart 1882 - Garderen, 24 januari 1962) was een Nederlands architect en meubelontwerper die samen met zijn broer Jacob Fels een vertegenwoordiger was van de Nieuwe Haagse School.
Fels studeerde aan de TH van Delft, maar onderbrak deze studie en ging als tekenaar aan de slag op het bureau van de Haagse architect Johan Mutters jr.. Hij kwam daar in 1902 in contact met zijn latere zwager, Anthonie Pieter Smits. Zij richtten een eigen ontwerpbureau op, Smits & Fels. Aanvankelijk nog samen met Smits (Smits & Fels werd in 1920 ontbonden) ontwikkelde hij  een eigen interpretatie van de Engelse landhuisstijl (Cottagestijl), die de aanzet vormde tot de Nieuwe Haagse School. Voor de gegoeden ontwierp hij diverse woningen, zoals het dubbel woonhuis hoek Benoordenhoutseweg en Laan van Clingendael, maar ook openbare gebouwen, zoals het in Den Haag Centrum gelegen Hotel Pomona.
Evenals Smits was Fels betrokken bij verschillende kunstenaars- en architectenorganisaties. Zo was hij van 1910 tot 1914 bestuurslid van de Bond van Nederlandse Architecten (BNA). Verder was Fels lid van Architectura et Amicitia en de Haagsche Kunstkring.
Zijn broer Jan Jacob, die als elektrotechnisch ingenieur voor de toenmalige N.V. Provinciale Geldersche Electriciteits-Maatschappij (PGEM) werkte, hielp Hendrik omstreeks 1918 aan de eerste opdracht bij dit elektriciteitsbedrijf, een verbouwing van villa Kraton (hoofdkantoor van de (PGEM) in Arnhem. In 1920 vertrok Fels naar Gelderland om daar in dienst te treden als huisarchitect van de PGEM. Samen met Jan Jacob, ontwierp hij, met sterke invloeden van Frank Lloyd Wright, electriciteitsgebouwen, onderstations, dienstwoningen en kantoorgebouwen. Ook interieurs, inclusief de bijbehorende meubels ontwierp hij. Deze meubels werden vervaardigd bij de Oosterbeekse Meubelfabriek LOV (Labor Omnia Vincit), waaraan hij, evenals Anthonie Pieter Smits, jarenlang als medewerker-ontwerper was verbonden.
Begin jaren dertig werkte Fels aan twee grote opdrachten: de nieuwe Centrale Gelderland in Nijmegen en een complex met kantoren en laboratoria voor de N.V. Keuringsinstituut voor Electrotechnische Materialen (KEMA) te Arnhem. Bij de bouw van centrales werkte hij doorgaans samen met Ingenieursbureau Dwars, Heederik en Verhey (DHV). Voor de PGEM bleef hij 15 jaar in dienst. Zijn laatste grote opdracht was het ontwerpen van de Centrale Merwedehaven in Dordrecht. Voor zichzelf en zijn derde vrouw, Betsy, ontwierp hij een landhuis in Garderen, De Westeneng, waar zij zich in 1940 vestigden. Hierna bleef hij nog actief in het ontwerpen van opdrachten in de woonhuisarchitectuur. Veel van zijn nutsontwerpen raakten verwaarloosd en werden gesloopt.